# Подзь (приток Сысолы)
Подзь — река в России, течёт по территории Койгородского района и Сысольского района Республики Коми. Устье реки находится в 220 км по левому берегу реки Сысолы. Длина реки составляет 14 км.
В верхнем течении сообщается с озером Подзьвад.

## Данные водного реестра
По данным государственного водного реестра России относится к Двинско-Печорскому бассейновому округу, водохозяйственный участок реки — Вычегда от истока до города Сыктывкар, речной подбассейн реки — Вычегда. Речной бассейн реки — Северная Двина.
Код объекта в государственном водном реестре — 03020200112103000019287.